# フランツ・ハインリヒ・フォン・ダールベルク

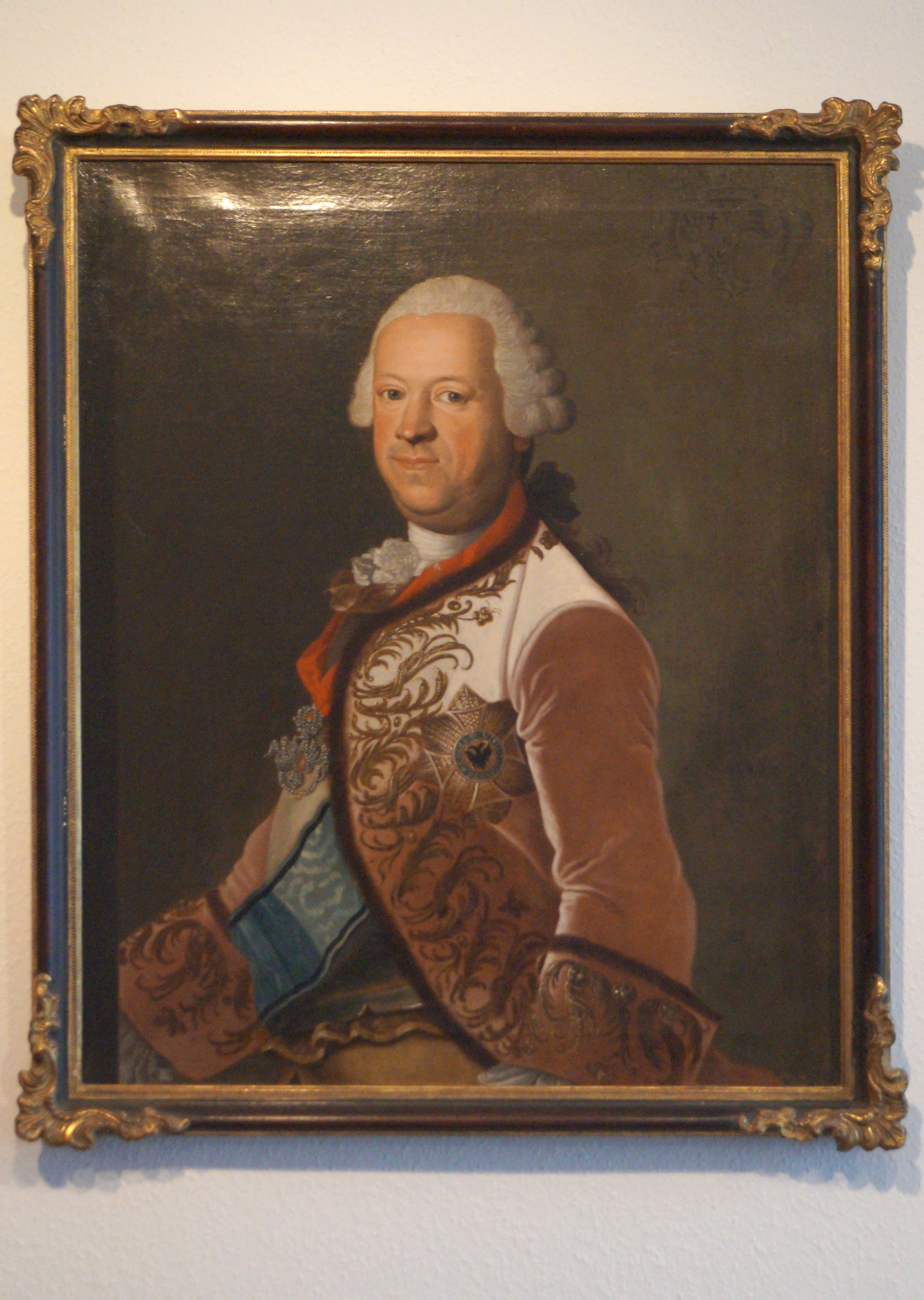
フリートベルク城伯としての肖像画、ヴェッテラウ博物館蔵

フランツ・ハインリヒ・ケメラー・フォン・ヴォルムス、フライヘア・フォン・ウント・ツー・ダールベルク（Franz Heinrich Kämmerer von Worms Freiherr von und zu Dalberg, 1716年12月8日 - 1776年12月9日）は、ドイツの貴族、行政官。男爵。
ヴォルフガング・エーバーハルト2世・フォン・ダールベルク男爵（Wolfgang Eberhard II. Cämmerer von Worms Freiherr von und zu Dalberg, 1679年 - 1735年）と男爵令嬢マリア・アンナ・フォン・グラウフェンクラウ・ツー・フォルラーツ（Freiin Maria Anna von Greiffenclau zu Vollrads）の間の息子。父はプファルツ選帝侯の枢密顧問官、マンハイム宮廷の侍従長、マインツ選帝侯領のオッペンハイムの行政長官であり、1734年には神聖ローマ皇帝の枢密顧問官となった人物である。
1755年、ヘッセン地方の帝国自由都市フリートベルクに設定されたフリートベルク城伯領の城伯に任命され、フリートベルク城に入った。さらにヴォルムスの行政長官を兼ね、オッペンハイムの上級行政官を務めた。また、プファルツ選帝侯に宮廷劇場監督としても仕えた。

## 子女
男爵令嬢マリア・ゾフィー・アンナ・フォン・エルツ＝ケンペニヒ（1722年 - 1763年）と結婚し、4人の子をもうけた。
- カール・テオドール（1744年 - 1817年） - マインツ選帝侯、フランクフルト大公、ライン連邦首座諸侯
- マリア・アンナ（1745年 - 1804年） - ライエン伯フランツ・カールの妻
- ヴォルフガング・ヘリベルト（1755年 - 1806年） - バーデン大公国宮内長官・国務大臣、マンハイム国民劇場総監督
- ヨハン・フリードリヒ・フーゴー（ドイツ語版）（1760年 - 1812年） - トリーア大司教座聖堂参事会員、トリーア選帝侯枢密顧問官、著述家・作曲家